# Топчиян, Марлен Еновкович
Топчиян Марлен Еновкович (28 августа 1934, Алма-Ата — 3 октября 2014, Новосибирск) — советский и российский учёный-механик, специалист в области детонации.

## Биография
Участник Великой Отечественной войны. В 1943 году, осиротев, убежал из Москвы на фронт, попал в воинскую часть, обслуживавшую фронтовые аэродромы (в 3—15 км от линии фронта), служил с 1943-го по 1945-й год (рядовой, сын полка). После окончания войны воспитывался в семье замполита дивизии Еновка Никитовича Топчияна и капитана медслужбы Елены Николаевны Павловой.
Окончил в Московский физико-технический институт (1959). Ученик Б. В. Войцеховского.
С 1958 года работал в Сибирском отделении АН СССР, прибыл вместе с первой группой сотрудников, работавших на полигоне в Орево. Трудовая биография связана с Институтом гидродинамики (ИГиЛ). В течение длительного времени (до 2007) возглавлял лабораторию газовой детонации.
В 1962 году защитил кандидатскую диссертацию «Структура одноголовой спиновой детонации». В 1974 году ему присуждена степень доктора наук после защиты диссертации «Детонационные волны в газах».
Один из организаторов и первый начальник СКБ (ныне КТФ) гидроимпульсной техники ИГиЛ СО РАН.
Автор и соавтор 173 научных работ, в числе которых 2 научных открытий, 8 авторских свидетельств, 6 учебных пособий по курсу общей физики.
Преподавал в Новосибирском государственном университете с 1963 года, сотрудник кафедры физической гидродинамики на физическом факультете НГУ. Под его руководством выполнено 10 дипломных работ и 6 кандидатских диссертаций. Среди его учеников 3 доктора наук. Почётный профессор НГУ.
Создатель первого в Академгородке эстрадного оркестра.
Скончался после тяжёлой продолжительной болезни. Похоронен на Южном кладбище Новосибирска (28 уч.)

## Научные результаты
Соавтор открытия «Неустойчивость детонационной волны в газах» (вместе с Б. В. Войцеховским, В. В. Митрофановым и учёными Института химической физики АН СССР). Зарегистрировано в Государственном реестре открытий СССР в марте 1972 г.
Соавтор открытия «Явление расщепления волны (тонкой структуры) спиновой детонации» (вместе с Б. В. Войцеховским, В. В. Митрофановым и сотрудниками Института химической физики АН СССР). Зарегистрировано в Государственном реестре открытий СССР в сентябре 1973 г.

## Награды
орден Отечественной войны II степени

орден «Трудового Красного Знамени» (1967), в связи с 10-летием со дня основания Сибирского отделения АН СССР.

медаль «Ветеран труда»,

медаль «За победу над Германией в Великой Отечественной войне 1941—1945 гг.»

юбилейная медаль «Двадцать лет Победы в Великой Отечественной войне 1941—1945 гг.»

юбилейная медаль «50 лет Вооруженных Сил СССР»

юбилейная медаль «За доблестный труд (За воинскую доблесть). В ознаменование 100-летия со дня рождения Владимира Ильича Ленина»

## Память
Похоронен на Южном (Чербузинском) кладбище Новосибирска.